# Matinhos
Matinhos est une municipalité brésilienne de la microrégion de Paranaguá dans l’État du Paraná.

## Histoire
La colonisation de Matinhos a commencé au milieu du XIXe siècle par l'explorateur français Auguste de Saint-Hilaire.
En 1927, la Sea Road a été inaugurée, reliant Paranaguá et Praia de Leste (Pontal do Paraná). Il a amené de nombreuses familles, principalement allemandes, dont la famille d'Augusto Blitzkow, responsable de l'urbanisation de Caiobá.
La municipalité contient les 1660 hectares (4100 acres) du parc d'État Rio da Onça, créé en 1984 Il contient 1% des 199 587 hectares (493 190 acres) de la zone de protection de l'environnement de Guaratuba, créée en 1992.

## Drapeau et l'hymne
En 1970, le professeur Arcioné Antonio Peixoto Farias a créé le drapeau et les armoiries de la ville, qui le 13 mars 1970, en vertu de la loi n.35/70, sont devenus officiels. Dans les années 1970, Francisco Pereira da Silva a écrit les paroles d'une chanson pour Matinhos et Angelo Antonélo a composé la musique.